# Skropen
Skropen är en sjö i Hällefors kommun i Västmanland och ingår i Norrströms huvudavrinningsområde. Sjön har en area på 0,171 kvadratkilometer och ligger 178,9 meter över havet.

## Delavrinningsområde
Skropen ingår i det delavrinningsområde (662376-144143) som SMHI kallar för Inloppet i Sången. Medelhöjden är 182 meter över havet och ytan är 24,57 kvadratkilometer. Räknas de 9 avrinningsområdena uppströms in blir den ackumulerade arean 263,91 kvadratkilometer. Dyltaån (Bornsälven) som avvattnar avrinningsområdet har biflödesordning 3, vilket innebär att vattnet flödar genom totalt 3 vattendrag innan det når havet efter 247 kilometer. Avrinningsområdet består mestadels av skog (74 procent). Avrinningsområdet har 0,29 kvadratkilometer vattenytor vilket ger det en sjöprocent på 1,2 procent.